# 福島県道335号大平喜多方線
福島県道335号大平喜多方線（ふくしまけんどう335ごう おおひらきたかたせん）は、福島県喜多方市にある一般県道である。

## 路線概要
- 起点：喜多方市熱塩加納町宮川字沼端
- 終点：喜多方市松山町村松字上川原
- 総延長：10.578km[1]
  - 実延長：総延長に同じ
- 路線認定年月日：1959年8月31日[2]

一級水系阿賀野川水系濁川の上流域にある大平沼南端を起点とし、濁川左岸に沿い喜多方市街地に至る。

### 重用路線
- 福島県道383号熱塩加納山都西会津線（喜多方市熱塩加納町米岡字田中丁～喜多方市熱塩加納町米岡字町尻丙）

### 道路施設
願成寺橋
- 全長：107.1m
  - 主径間：34.84m
- 幅員：6.0（9.75）m
- 形式：3径間鋼単純ポステンT桁橋
- 竣工：1992年度

喜多方市上三宮町上三宮字寺田から松山町村松字北原に至り、一級水系阿賀川水系押切川を渡る。地方道整備工事事業として1990年度より建設され、1992年（平成4年）11月に開通した。総工費は6億7600万円。

## 通過する自治体
- 喜多方市

## 接続・交差する道路
- 福島県道383号熱塩加納山都西会津線 西会津方面（熱塩加納町米岡字田中丁）
- 福島県道383号熱塩加納山都西会津線 山都方面（熱塩加納町米岡字町尻丙）
- 福島県道336号熱塩加納会津坂下線（熱塩加納町加納字五目甲）
- 福島県道333号日中喜多方線（松山町村松字上川原 終点）

## 沿線
- 大平沼
- 喜多方市立加納小学校
- 熱塩加納郵便局
- 日枝神社
- 五郎宮神社
- 飯塚病院